# Jay Wright Forrester
Jay Wright Forrester (Anselmo, 14 de julho de 1918 - 16 de novembro de 2016) foi um informático e engenheiro de sistemas estadunidense.
Foi professor da MIT Sloan School of Management e fundador da dinâmica de sistemas, que simula as interações entre objetos em sistemas dinâmicos.